# Skop
Skandinavisk Opinion SKOP Aktiebolag är ett företag som erbjuder opinionsmätningar.
Skop grundades 1985 av forskare från Uppsala universitet men drivs från Stockholm. Företaget genomför kontinuerligt politiska opinionsundersökningar av olika slag, såväl vad gäller partipolitik som enskilda frågor som trängselskatt i Stockholm. 21 september 2012 ansökte opinionsundersökningsföretaget Skandinavisk opinion AB (Skop) om konkurs vid Stockholms tingsrätt. Efter att återuppstått 2016 begärdes bolaget åter i konkurs i januari 2025.